# 直搗東京
《直搗東京》（英語：Destination Tokyo）是一部1943年上映的美國戰爭片，是在二戰時期為激勵美國海軍奮力作戰的電影，於匹茲堡首映。

## 劇情
本片描述二次大戰期間，在聖誕節前夕，美軍正進行一項轟炸日本首都東京機密計劃，派遣一潛艇前往東京灣，準備在東京灣搜集日本各大城市相關的氣象資料，提供給美國海軍航母的轟炸部隊，日後進行轟炸任務的資料，潛艇度過重重難關以及東京灣底下的水雷包圍網，並秘密判遣人員上岸...。

## 演員
- 艦長Cassidy：卡萊·葛倫
- 船員「野狼」：約翰·加菲爾德
- 廚師溫賴特：艾倫·海爾
- 上尉雷蒙：約翰·里德格利

## 外部連結
- 互联网电影数据库（IMDb）上《Destination Tokyo》的资料（英文）
- AllMovie上《Destination Tokyo》的资料（英文）
- TCM电影资料库上《Destination Tokyo》的资料（英文）
- Historic reviews, photo gallery at CaryGrant.net （页面存档备份，存于）